# ذخیره‌گاه طبیعی کولوگریوسکی
ذخیره‌گاه طبیعی کولوگریوسکی (انگلیسی: Kologrivsky Nature Reserve) یک ذخیره‌گاه و منطقه حفاظت شده در استان کوسترومای کشور روسیه است.